# Wirbelstrom
Wirbelstrom nennt man einen Strom, der in einem ausgedehnten elektrischen Leiter in einem sich zeitlich ändernden Magnetfeld oder in einem bewegten Leiter in einem zeitlich konstanten, inhomogenen Magnetfeld induziert wird. Der Name wurde gewählt, weil die Induktionsstromlinien wie Wirbel in sich geschlossen sind.

## Beschreibung

Fällt eine metallische Scheibe geradlinig durch ein senkrecht zu ihr verlaufendes Magnetfeld, induziert dieses in der Scheibe Wirbelströme, die ihrerseits wiederum zwei Magnetfelder erzeugen, die die Scheibe abbremsen. (I: konventionelle Stromrichtung)

Wirbelströme erzeugen ihrerseits ein Magnetfeld, das gemäß der Lenzschen Regel der Änderung des Feldes entgegenwirkt. Dadurch wird bei hohen Frequenzen und großen Querschnitten der Strom aus der Mitte des Leiters verdrängt (Skin-Effekt).
Hat der Leiter einen endlichen elektrischen Widerstand, erwärmt er sich. Diesen Wirbelstromverlusten entspricht im Fall des sich zeitlich ändernden Magnetfeldes eine von 90° abweichende Phasenverschiebung zwischen Strom und Spannung in der anregenden Spule bzw. im Fall der Relativbewegung zwischen Feld und Leiter eine bremsende Kraft. Die Kraft skaliert linear, die Verlustleistung quadratisch mit der Frequenz bzw. der Geschwindigkeit, soweit der Skineffekt vernachlässigbar ist. Insbesondere verschwindet die Kraft, wenn die Relativgeschwindigkeit zwischen Feld und Leiter Null wird.
Eine genaue Berechnung der Stromverteilung und der wirkenden Kräfte erfordert das Lösen der Maxwellschen Gleichungen, für anwendungsnahe Geometrien durch numerische Verfahren.

## Nutzanwendungen und Gegenmaßnahmen

### Amplitude und Phase der Wirbelströme
Die Wirbelstromprüfung dient der zerstörungsfreien Materialprüfung und Materialcharakterisierung und beruht auf der Messung der Amplitude und Phase von Wirbelströmen.
Die Schirmwirkung nichtferromagnetischer metallischer Gehäuse gegen magnetische Wechselfelder beruht auf Wirbelströmen im Gehäuse, deren Magnetfeld die auftreffenden Felder teilweise kompensiert. Die Quantität der Schirmwirkung wird mit der Größe Schirmdämpfung erfasst. Sie ist gut, wenn die Wirbelströme wenig durch elektrischen Widerstand gedämpft werden.
Dämpfung der Ströme führt zu einer Phasenverschiebung gegenüber dem erzeugenden Feld. Beim Spaltpolmotor erzeugt eine Kurzschlusswindung um den Spaltpol ein verzögertes Feld quer zum Hauptfeld und mit diesem zusammen ein Drehfeld. Bei mit Wechselstrom betriebenen Schützen und Zugmagneten verhindert eine Kurzschlusswindung um einen Teil des Ankers, dass die Zugkraft periodisch Null wird. Streng genommen ist der Strom in der Kurzschlusswindung kein Wirbelstrom, da ihm sein Weg durch die Form des Leiters vorgegeben ist.

### Kraftwirkung

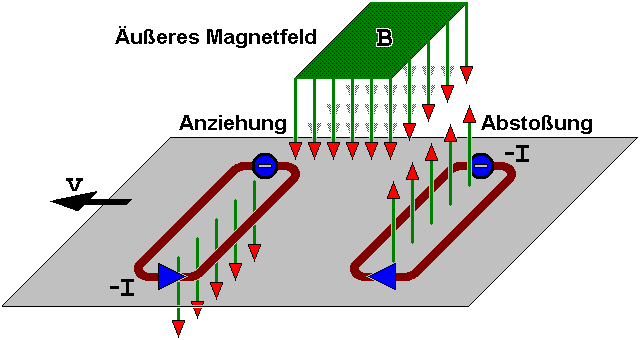
Kraftwirkungen von durch Wirbelströme erzeugten Magnetfeldern am Beispiel einer sich quer zu den Feldlinien eines äußeren Magnetfelds bewegenden Metallplatte

Ein schnell zunehmendes inhomogenes Magnetfeld stößt geschlossene Leiter ab. Das wird zum Magnetumformen und dem elektromagnetischen Pulsschweißen und beim Gaußgewehr benutzt.
Anwendungen, welche die bremsende Kraft zwischen einem bewegten geschlossenen Leiter und einem Magnetfeld nutzen:
- Wirbelstrombremse von Bahnfahrzeugen,
- Frei-Fall-Türme,
- Fahrrad-Ergometer
- Dämpfung mechanischer Schwingungen beim Rastertunnelmikroskop und in Drehspulmesswerken.

Auch wenn sich das Magnetfeld gegenüber dem Leiter bewegt, entsteht eine Kraft zwischen beiden. Auch hier ist die Kraft proportional zur Differenzgeschwindigkeit. In Asynchronmotoren, die auch als Linearmotor ausgeführt sein können, wird das Dreh- bzw. Wanderfeld elektromagnetisch erzeugt. In mechanischen Tachometern und Drehzahlmessern lenkt ein rotierender Permanentmagnet eine Aluminiumscheibe gegen eine Federkraft aus.
Ähnlich arbeiten Wirbelstromabscheider, mit denen bei Frequenzen von bis zu mehreren Kilohertz Nichteisenmetalle wie Kupferkabel und Aludosen oder -folien aus Abfällen abgetrennt werden. Im Gegensatz zu Magnetabscheidern, die ferromagnetische Teile anziehen, werden beim Wirbelstromverfahren nicht-magnetische aber magnetisierbare Partikel durch das schnell rotierende Magnetfeld abgestoßen.
In den noch in vielen Gebäuden vorhandenen Ferraris-Stromzählern wirken Wirbelströme sowohl antreibend als auch dämpfend: Ein die messenden Größen Strom und Spannung abbildendes magnetisches Wanderfeld treibt eine Aluminiumscheibe an, deren Drehung von einem Permanentmagneten stark gedämpft wird.

### Erwärmung

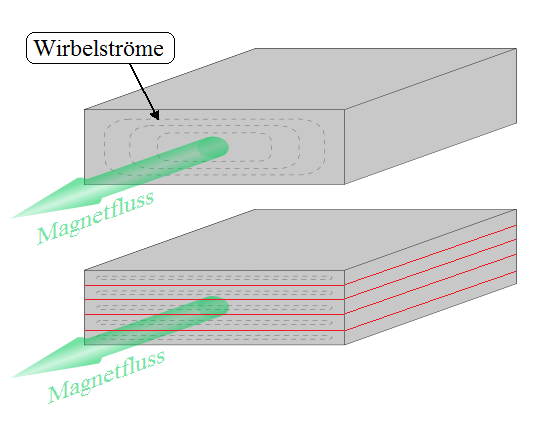
Wirbelströme im Eisenblock (oben) und in laminierten Blechen (unten)

Magnetische Wechselfelder können Metalle kontaktlos (induktiv) Erwärmen. Genutzt wird dies etwa
- in Wirbelstromöfen, die als z. B. als Schmelzöfen dienen,
- bei Induktionskochfeldern,
- beim induktiven Härten sowie
- beim thermischen Aufschrumpfen.

Bei der Produktion von Elektronenröhren wird ein kleiner Napf oder Ring induktiv durch den Glaskolben hindurch erhitzt, um den darinliegenden Getter zu verdampfen. Notwendig ist, dass die zu erwärmende Metallmulde samt Inhalt zumindest flächig ausgedehnt ist, im zu erhitzenden Bereich ausreichend elektrisch leitfähig ist und gut erreichbar von anderen, insbesondere flächigen, Metalleinbauten der Röhre ausreichend absteht.
Oft sind die mit der Erwärmung verbundenen Verluste eine unerwünschte Begleiterscheinung beim Einsatz magnetischer Wechselfelder. Als Maßnahme gegen die Wirbelstromverluste (andere siehe unter Eisenverluste) werden Eisenkerne von Transformatoren und Elektromotoren nicht massiv ausgeführt, sondern „geblecht“. Die Pakete aus meist lackisolierten Elektroblechen werden dabei parallel zu den magnetischen Feldlinien orientiert, sodass die möglichen großen Wirbelstrombahnen unterbrochen sind (siehe Abbildung); lediglich kleinere Wirbelströme in den einzelnen Blechen können sich ausbilden, deren Verlustleistung aber gering ist. Bei hohen Frequenzen werden für Transformatoren und Drosseln Ferrite oder Pulverkerne eingesetzt.
Leiter für Öl-Transformatoren hoher Leistung werden als Drillleiter (Röbeldraht) ausgeführt, im Querschnitt aufgebaut aus zwei nebeneinander liegenden Stapeln isolierter Flachdrähte (reduziert die Wirbelstromverluste im Kupfer), die laufend umgestapelt, transponiert, also sukzessive verdrillt werden, was die Flexibilität zum Wickeln schafft. Die Magnetwicklungen in Fehlerstrom- und Leitungsschutzschaltern sind mitunter ebenfalls aus Bündeln isolierter Einzelleiter aufgebaut.
Leiter für höherfrequente Wechselströme bestehen zur Vermeidung der Stromverdrängung (Skin-Effekt) aus verflochtenen, isolierten, parallel geschalteten Einzelleitern (HF-Litze).

## Geschichte
Erste Beobachtungen machte François Arago (1786–1853) 1824 („rotatory magnetism“). Dieser stellte fest, dass beim Arago-Effekt ein magnetisierter und beweglich gelagerter Stab, zum Beispiel eine Kompassnadel, von einer sich in der Nähe befindlichen, rotierenden und nicht-magnetischen Metallscheibe in Rotation versetzt wird. Die Beobachtung wurde von Michael Faraday (1791–1867) ergänzt und erklärt. Das statische Magnetfeld des Stabes induziert in der rotierenden Scheibe Wirbelströme, die wiederum ein Magnetfeld erzeugen, das mit demjenigen des Stabes wechselwirkt und diesen in Bewegung versetzt. Emil Lenz stellte 1834 die Lenzsche Regel auf.
Dem Franzosen Léon Foucault (1819–1868) wird zugeschrieben die Wirbelströme 1855 entdeckt zu haben. In der Folge konnte gezielt daran gearbeitet werden, unerwünschte Wirbelströme zu vermeiden und Wirbelströme zur Werkstoffanalyse zu nutzen. 1879 wurden Wirbelströme 1879 von David Edward Hughes erstmals für metallurgische Tests als Basis für Sortieren von Material angewandt.